# Gad
 For alternative betydninger, se Gad (flertydig). (Se også artikler, som begynder med Gad)
Gad er den syvende af patriarken Jakobs tolv sønner, og en af de tolv stammer.
Navnet Gad betyder på Hebraisk (hebraisk: גד) "lykke", ligesom det står: Og da Leas Trælkvinde Zilpa fødte Jakob en Søn, sagde Lea: "Hvilken Lykke!" Derfor gav hun ham Navnet Gad. (Første Mosebog 30:10-11).